# مندلي (برنامج)
مندلي(بالإنجليزية: Mendeley)‏ هو برنامج لسطح المكتب وشبكة الإنترنت لإدارة وتبادل الأوراق البحثية مع اكتشاف البيانات البحثية والتعاون عبر الإنترنت. يجمع بين خاصيتين أساسيتين التعامل مع ملفات بي دي ف وتنظيم وإدارة المراجع البحثية، متوفر لمختلف أنظمة التشغيل من ويندوز ماك ولينكس.
تم الإعلان في 23 سبتمبر 2013 صدور تطبيقات لمندلي تعمل على أجهزة أيفون والآيباد.
يوفر مندلي لمستعمليه خدمة سحابية من 2 غيغابايت مساحة مجانية للتخزين وحفظ جميع البيانات الأساسية من مراجع وملفات عند التسجيل في الموقع الرسمي.

## التاريخ
تأسس مشروع مندلي في نوفمبر 2007 في لندن بالمملكة المتحدة البريطانية على يد ثلاثة طلاب دكتوراه ألمان، وسُمي على اسم عالم الأحياء جريجور مندل، والكيميائي ديمتري مندلييف، وكان من بين المستثمرين في الشركة أشخاصًا كانوا قد شاركوا من قبل في شركة وارنر ميوزك غروب، وفي تطوير برنامج سكايب، وخدمة لاست إف إم، بالإضافة إلى أكاديميين من جامعتي كامبريدج وجونز هوبكنز. صدرت أول نسخة تجريبية عامة من البرنامج في أغسطس 2008.
حصل المشروع على جوائز عديدة في عام 2009 من بينها جائزة الابتكار المؤسيي الأوروبية لعام 2009، وجائزة أفضل ابتكار اجتماعي يفيد المجتمع لعام 2009، كما صنفتها صحيفة الغارديان البريطانية في المرتبة السادسة ضمن أفضل مائة شركة وسائط تقنية.
أصبح مندلي واحدًا من مستودعات الوصول المفتوح التي أوصى بها بيتر سوبر مدير مشروع هارفارد للوصول المفتوح للمعرفة في عام 2012، ثم ألغيت التوصية بعد أن قامت دار النشر الأكاديمي إلزيفير بشراء المشروع.
اشترت دار النشر الأكاديمي إلزيفير مشروع مندلي في عام 2013 بسعر قدّر بحوالي 50 مليون يورو (أي ما يعادل 65 مليون دولارًا أمريكيًا)، وأثارت هذه الصفقة الكثير من الجدل حول الشبكات العلمية في وسائل الإعلام المهتمة بالوصول المفتوح، وأثارت غضب المجتمع العلمي الذي شعر بإن استحواذ شركة إلزيفير على مشروع مندلي يتنافى مع نموذج المشروع للمشاركة العلمية المفتوحة. رأي ديفيد دوبس من مجلة النيويوركر الأمريكية أن شركة إلزيفير ربما تكون قد اشترت مشروع مندلي للحصول على بيانات المستخدمين، أو لامتلاك وتدمير أحد أدوات الوصول المفتوح للمعرفة التي تهدد أعمالها.

### توسعات لاحقة
بعد ان استحوذت شركة إلزيفير على مندلي، أعلنت في 23 سبتمبر 2013 عن إصدار تطبيق مندلي لكل من الايفون والاي باد، ثم تبعها بعد فترة قصيرة صدور تطبيق مندلي للاندرويد. ثم أعلن المشروع في 12 يناير 2015 عن حصوله على خدمة نيوزفلو التي توفّر روابط التغطية الصحفية لعمل الباحثين، والتي دمجت في مزود مندلي وملفه التعريفي.
وفي إبريل 2016 أضيفت منصة بيانات مندلي إلى الإصدر التجريبي، وهي منصة لمشاركة مجموعات البيانات البحثية القابلة للاستشهاد بها عبر الإنترنت.
في أكتوبر 2016 أطلق موقع وظائف مندلي لمساعدة الباحثين على إيجاد فرص عمل، وبحلول أغسطس 2019 كانت المنصة قد قدمت نحو 295 ألف فرصة عمل في مجال العلوم والتكنولوجيا. ثم أعلنت الشركة عن إصدار منتجين جديدين في 24 مايو 2019 هما مدير مراجع مندلي، واستشهاد مندلي.

## إصدارات وملحقات
- إصدار مندلي لسطح المكتب: وهو مدير المراجع الأصلي المستند إلى إطار عمل Qt الذي يعمل على أنظمة تشغيل مايكروسوفت ويندوز، وماك، ولينكس.
- مدير مرجع مندلي (بيتا): وهو مدير مراجع بديل أنشئ باستخدام إطار العملي البرمجي مفتوح المصدر إلكترون، والذي يعمل أيضًا على أنظمة تشغيل مايكروسوفت ويندوز، وماك، ولينكس وجميع متصفحات الويب الرئيسية.
- مستورد ويب مندلي: وهو امتداد متصفح يستورد البيانات الوصفية ويسترجع النصوص القانونية الكاملة للمقالات العلمية المكتشفة على الويب.
- استشهاد مندلي: وهي أداة إضافية لبرنامج مايكروسوفت وورد للاستشهاد بالمراجع وإنشاء الفهارس.
- تطبيقات مندلي للهاتف المحمول: وهي متوفرة لنظامي التشغيل أيفون، وأندرويد لقراءة المقالات أثناء التنقل.
- ملف تعريف مندلي الشخصي: وهو عرض عام لمخرجات البحث، وتلقي الاقتباسات، وإحصاءات الاستخدام الخاصة بمخرجات البحث الشخصية.
- دليل مندلي: وهو فهرس جماعي للمقالات العلمية يحتوي على أكثر من 90 مليون سجلًا فريدًا.
- مزود مندلي: وهو جدول زمني للمنشورات الجديدة من ملفات مندلي للباحثين المتابعين والإشارة إليهم في وسائل الإعلام.
- اقتراح مندلي: ويقدم توصيات عبر البريد الإلكتروني بمقالات جديدة تصلح للقراءة بناءًا على استخدام الأشخاص داخل مندلي.
- بيانات مندلي: ويقدم حلًا مجانيًا لإدارة بيانات البحث.
- وظائف مندلي: وهو موقع لاستضافة السيرة الذاتية للباحثين، وعرض قائمة الوظائف في مجال العلوم والتكنولوجيا.
- تمويل مندلي: الذي يوفر بوابة للبحث عن فرص تمويل الأبحاث.
- نسخة مندلي المؤسسية: والتي تمكّن مسؤولي المؤسسات من اكتساب رؤى تحليلية حول استخدام الباحثين للمجلات أثناء ترقية تخزين مدير المرجع وحدود المتعاونين في المجموعة.[23]
- بوابة مطور مندلي: والتي توفر واجهات برمجة تطبيقات مفتوحة للتفاعل مع مدير المراجع برمجيًا.

## أدوات هامة
أداة إحصاء قارئي مندلي: وهي أداة إحصاء فريدة من نوعها للقراء وتكمن أهميتها في التنبؤ بتأثير الاقتباس.
أداة الاستخراج التلقائي للبيانات الوصفية من المقالات المتوفرة بصيغة PDF.
أداة المطالبة بالمنشورات المؤلفة عن طريق ربط معرف بيانات منلي الشخصي للمستخدم بملف تعريف سكوبس للمؤلف.
أداة الاستشهادات والفهارس في برنامج مايكروسوفت وورد، وأوبن أوفيس.أورج، وليبر أوفيس.
مجموعات خاصة لمشاركة الأوراق البحثية والتعليق عليها ضمن إرشادات المشاركة المسؤولة المتوافقة مع حقوق النشر.

## حوادث
أدت عملية تحديث لبيانات مندلي في عام 2018 إلى فقدان بعض المستخدمين للملفات ذات صيغة التشغيل PDF، وللتعليقات التوضيحية المخزنة في حساباتهم. قامت إلزيفير بإصلاح الخلل بعد ذلك بعدة أسابيع لدى معظم المستخدمين.